# جوناس بودي
جوناس بودي هو عسكري نرويجي، ولد في 23 يناير 1644، وتوفي في 1710.